# Hemipecteros albifera
Hemipecteros albifera är en fjärilsart som beskrevs av Paul Dognin 1908. Hemipecteros albifera ingår i släktet Hemipecteros och familjen tandspinnare. Inga underarter finns listade i Catalogue of Life.